# NGC 1561
NGC 1561 este o galaxie lenticulară situată în constelația Eridanul. A fost descoperită în 1886 de către Francis Leavenworth. Se află la o distanță de 134,9 de megaparseci de Pământ.